# Familiefilm
Een familiefilm is een filmgenre. Deze films zijn geschikt om door het gehele gezin te worden bekeken. Het genre hangt vaak samen met andere genres: komedie, avonturenfilm of soms jeugdfilm.
Voorbeelden van familiefilms zijn:
- Home Alone
- Home Alone 2: Lost in New York
- Flodder-reeks
- Harry Potter-reeks
- The Lion King